# .44 Magnum
.44 Remington Magnum або просто .44 Magnum — револьверний боєприпас високої потужності, розроблений на базі подовженого патрона .44 S&W Special; крім револьверів використовується в деяких карабінах і гвинтівках. Незважаючи на позначення калібру ".44", кулі мають діаметр близько 10.9 мм (0.429-0.430 дюйма). Також зустрічається під назвами 11.18×33 R / SAA 6520 / XCR 11 032 CBC 010 / 10,9×32,5 R мм. Завдяки значному забійному ефекту, може використовуватися як мисливський набій і цілком підходить для дичини середнього розміру (аж до оленів вапіті). Є дані про успішне використання цього набою для полювання на африканського буйвола.

## Специфікації

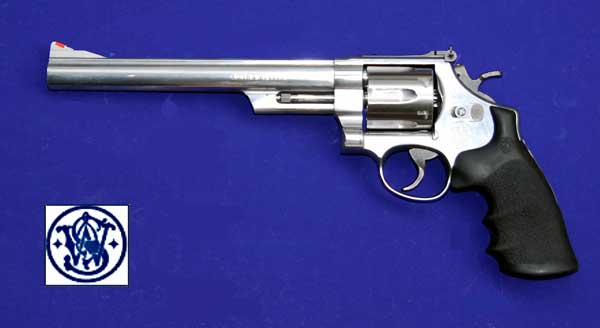
Smith & Wesson Model 629 під набій .44 Magnum зі стволом довжиною 203

Типовий набій калібру .44 Magnum з кулею вагою 16.2 грама має дульну швидкість близько 391 м/с і енергію близько 1300 Джоулів. З кулею вагою 12.24 грама, початкова швидкість може досягати 450 м/с, але віддача зброї та звук пострілу при цьому важко переносити. Внаслідок цих факторів набій .44 Magnum вкрай рідко використовується для практичних цілей (у службовій зброї або для самооборони). Втім, незважаючи на величезну потужність набою, існує невелика кількість пістолетів, здатних використовувати цей набій, в тому числі і широко відомий «Desert Eagle». 
Варто зазначити, що у зброї з довжиною ствола 56-61 см куля вагою 15,6-16,2 г набуває ще більшу швидкість і енергію (відповідно 524 м/с і 2142 Дж), що можна порівняти з показниками кулі автомата Калашникова.

## Зброя під набій .44 Magnum
- L. A. R. Grizzly Win Mag
- Desert Eagle
- Smith & Wesson Model 29
- Smith & Wesson Model 629
- Colt Anaconda
- .44 Automag
- .44 Magnum Ruger Blackhawk
- Marlin Model 1894
- Ruger Deerfield Carbine

## У популярній культурі
Кінофільми:
- «Блакитна сталь»
- «Брудний Гаррі»
- «Раптовий удар»
- "Харлей Девідсон і ковбой Мальборо"
- "Кувалда (телесеріал)"
- "Ходячі мерці"
- "Червона спека"

Комп'ютерні ігри:
- "Jagged Alliance 2" з численними модами
- "Бригада Е5"
- "7.62"
- "Battlefield 3"
- "Battlefield 4"
- "7 days to die"
- "Far Cry 3"[3]
- "Far Cry 4"[4]
- "Fallout 3"[5]
- "Fallout 4"[6]
- "Fallout: New Vegas"[7]
- "Hitman: Absolution"[8]
- Метро Промінь Надії